# Syros-Ermoupoli
Syros-Ermoupoli (tiếng Hy Lạp: ?) là một khu tự quản ở vùng Nam Egeo, Hy Lạp. Khu tự quản Syros-Ermoupoli có diện tích 102 km², dân số theo điều tra ngày 18 tháng 3 năm 2001 là 19793 người.